# Найдёнов, Василий Фёдорович
Василий Фёдорович Найдёнов (1864—1925) — военный инженер, специалист в области математики и воздухоплавания, один из основоположников фотограмметрии.

## Биография
Закончил Витебскую классическую гимназию и Петербургский университет. В 1891 г. произведён в офицеры, в 1892 г. окончил офицерский класс учебного воздухоплавательного парка. В 1898 г. с серебряной медалью окончил Николаевскую инженерную академию.
С 1900 г. начал читать лекции по воздухоплаванию в учебном воздухоплавательном парке. После защиты в 1901 г. диссертации «Движение материальной точки по поверхности», назначен штатным преподавателем Николаевской инженерной академии и училища (с 06.01.1902).
Добровольцем направился на русско-японскую войну, помощник командира Восточно-Сибирского полевого воздухоплавательного батальона. Принимал участие в рекогносцировках с воздушного шара под Мукденом перед фронтами 2-й и 3-й армий. В феврале 1905 г. был командирован в Петербург для формирования 3-го Восточно-Сибирского полевого воздухоплавательного батальон, командиром которого был назначен и с которым к сентябре 1905 г. прибыл на фронт в состав 1-й армии.
С 1906 г. — вновь преподаватель Николаевской инженерной академии, с 1908 г. — полковник. С 1909 до 1918 г. преподавал на кораблестроительном отделении Политехнического института курс воздухоплавания и авиации. 02.04.1917 г. — генерал-майор.
С 1908 г. состоял председателем VII воздухоплавательного отдела Императорского русского технического общества. Был одним из инициаторов и активно участвовал в подготовке Первого и Второго Всероссийских воздухоплавательных съездов (1911 и 1912 гг.) и Первой воздухоплавательной выставки в Петербурге в 1910 г.
После создания эскадры самолётов Илья Муромец был назначен заместителем начальника её управления.
С 1918 г. в РККА. С декабря 1922 г. — декан факультета Военно-инженерной академии. Сконструировал первый в России фототрансформатор, с помощью которого перспективные аэрофотоснимки преобразовывались в плановые.

## Труды
- «Измерительная фотография и применение её к воздухоплаванию», 1908